# タッチ!カービィ スーパーレインボー
『タッチ!カービィ スーパーレインボー』（Kirby and the Rainbow Curse, Kirby and the Rainbow Paintbrush, Kirby y El Pincel Arcoiris）は、任天堂より2015年1月22日に発売されたWii U専用ゲームソフト。アメリカでは同年2月20日、ヨーロッパでは同年5月8日に発売。

## ゲーム内容
2005年にニンテンドーDSで発売された『タッチ!カービィ』の続編。クレイアニメをリアルレンダリングで描写した映像表現で製作されている。BGMも電子音楽を使った前作とは違い、主にオーケストラが用いられている。
カービィ（スターダッシュ無制限使用）、デデデ大王（体力増加）、メタナイト（攻撃力増加）のamiiboに対応しており、Wii U内蔵の時計基準で1日に1ステージ限り、読み込ませたamiiboに応じてカービィがパワーアップする。

### 仕様
4ゲージの体力制で、ダメージを受けると1ゲージ体力が減る。
敵をタッチで痺れさせることができなくなった他、マルチプレイのために、前作と違って複数のラインを画面上に存在させることができる（線が交差すると交差されたライン全てが消失するのは前作と同じ）。1Pはゲームパッド上に線を引き、2P以降はWiiリモコンでテレビ画面をなぞって線を引く。2P以降はバンダナワドルディを持ちキャラとするが、引いたラインは誰が引いた物でも全てのプレイヤーキャラクターが使用することができる（影響を受ける）。
コピー能力はなくなり、代わりに特定の場所でエリーヌが描いた乗り物に変身して移動と攻撃を行う。乗り物はタンク（戦車 / リック）、サブマリン（潜水艦 / カイン）、ロケット（クー）が存在し、タンクは砲弾、サブマリンは魚雷をラインで誘導することで攻撃する。変身する際に一瞬だけ『星のカービィ2』の仲間の姿に変身する。タンクは弾の発射角度を、サブマリンは自機の位置をタップで指定する。
スターを100個分以上集めると「スターダッシュ」という技が発動可能になる。この技は発動するとカービィが巨大化し（変身中はこの描写はない）制限時間が来るまで高速移動をして普段は壊せない障害物を壊せたり、敵に大ダメージを与えることができる。スターはダッシュ発動の度に100ずつ消費される。スターダッシュの使用可能回数はステージを出るごとにリセットされる。ワドルディでは「スタースピア」という強力な槍突きを発動し、タンクとサブマリンでは巨大な貫通弾を発射する。また、集めたスターの総数により銅、銀、金の三段階でメダルが付けられる。
道中には宝箱があり、その中にはフィギュアやコレクションルームで聞けるBGM（道中では使用されていない、歴代カービィシリーズのBGMのアレンジがほとんど）が入っている。フィギュアは宝箱の他にステージクリアやチャレンジモードのコンプリートでもらえる。時間制限内に目標を達成しないと宝箱が取れない小部屋（入り口上部に動く時計が目印）が道中に存在することがある。また、これとは別のコレクション要素として、ゴールゲーム（観覧車のように並んで回転する景品にカービィを誘導する）の景品に「ひみつノート」（エリーヌの日記）というものがある。
チャレンジモードは制限時間内に目標達成に挑む演習のようなステージであり、各ステージの開放条件はステージクリアの他にノーダメージでステージボス撃破などがある。

## ストーリー
カービィ達が暮らすポップスターの色がクレイシアによって吸い取られてしまう。カービィとワドルディは、エリーヌと共に色を取り戻すため旅に出た。

## 登場キャラクター
カービィ
声 - 大本眞基子
シリーズの主人公。本作では手足があるまま転がる。オープニングでリンゴを追いかけて転がっていたところを不意にポップスターの色を奪われて動けなくなったが、そこをエリーヌに救われ、彼女に導かれてセブントピアへ赴く。実はエリーヌの依頼を引き受けた理由はプププランドでカービィが追いかけていたリンゴがポップスターの色が無くなったことで食べられなくなり、それを食べたい為らしい。
バンダナワドルディ
本作では2プレイヤー以降のキャラクターとして3色のバンダナワドルディが登場。転がるのではなくラインを自分の足で歩き、槍を使って攻撃する。カービィを持ち上げることもできる。
エリーヌ
カービィとワドルディに同行する妖精。虹色の絵筆の穂先のような頭をしている。クレイシアの作った粘土細工に色を塗って創造を完成させる役目を持つ。急に様子がおかしくなったクレイシアを止めようとしてグラバーに襲われ、逃亡先のポップスターで色を奪われたカービィを救い、彼にクレイシアを止めるよう依頼する。ゲーム内では虹のラインを引く絵筆として活躍する。また公式HPのニンテンドーニュースカービィ号外によると、名前の由来が「塗り絵」の逆さ読みからきているらしい。同じく公式HPのニンテンドーニュースカービィ号外で公開されていた4コマ漫画では、『大乱闘スマッシュブラザーズ for Nintendo 3DS / Wii U』とのコラボ企画に登場したり、カフェメイドに扮した姿で登場するなどの描写を見せた。また、3P・4Pのバンダナワドルディも実は彼女が色を塗ったらしい。作中のひみつノートによると、実はデデデ大王やメタナイトを上手に描けないらしい（しかしワドルドゥやキャピィは描ける）。
クレイシア
セブントピアの創造主。マフラーとベレー帽を身に着けている。目は普段は前髪に隠れていて見えないが、ひみつノートや一部のイベントなどで確認できる。粘土を捏ねて形を作ることで万物を創造する力を持つ。エリーヌはよき相棒だった。ある日、変なゴーグルを入手してから突如豹変し、ポップスターの色を吸い取り、それを基に7つの世界を作った。カービィに倒され正気に戻った後は、粘土でキャンパスを作り出してカービィをエリーヌの力でカービィロケットに変身させ、逃亡したダーククラフターを追うカービィとエリーヌを見送った。公式HPのニンテンドーニュースカービィ号外で公開されていた4コマ漫画によると、エリーヌ曰くゴーグルを手に入れる少し前から厨二病に罹っていたらしい。
グラバー
黒ずんだ紫色に白目と黒目の色が反転した赤紫色の縁取りの目が掌にある左右1対の手。エリーヌやカービィを妨害してくる。オープニングでバンダナワドルディの槍に攻撃されて退散したことからワドルディが嫌い。その正体はダーククラフターの手。クレイシア戦ではクレイシアのマフラーの両端に付属しており、彼女の本来の手の代わりに行動する。最終決戦ではダーククラフターとともに逃亡するが、カービィに倒され消滅した。
ダーククラフター
今回の事件の黒幕。姿は、虹色の雲にサングラスと一つ目である。ゴーグルに化けてクレイシアを乗っ取った。本来は醜い黒色である。最終的にはカービィに敗れ消滅した。その正体は「様々な自然環境の意思を持つ思念の醜い黒き雲へと変えて、長い年月を経て自我を持ったもの」らしい。

## 敵キャラクター

### 雑魚キャラクター
バウンシー
前作からの登場。
他作のコピー能力「UFO」のような姿をし、後頭部の大きな赤いリボンがトレードマークで跳ねる度に揺れる。
前作のように群れで登場し、ステージによってはシスターバウンドと共に登場する場面もある。
今回は瞳が黒く塗りつぶされてしまっており、目に光がない。
シスターバウンド
『星のカービィWii』以来の登場となる。
バウンシーを一回り大きくし、顔に赤いリボンのデコレーションが施され、胴体と思われる部分にフリフリのようなものを纏い、後頭部にはトレードマークとして水玉模様の入った大きな赤いリボンを結んでおり、跳ねる度に揺れる。
跳躍力は低いが、体力が高く、ステージによってはバウンシーの群れを従えて登場する。
バウンシーとは異なり、カービィと同じような瞳の輝きが描かれている。
ゴルドー
ブレドー
ソアラ
シャッツオ
ホットヘッド
ブロンドバート
ゴプレス
ブリッパー
ギリノコ
前作からの登場。
コッタ
セブントピアの住人。クレイシアによって粘土で作られた。今作のワドルディはカービィの味方なので、こちらはワドルディの代わりのザコ敵として登場。
ヤリコッタ
ヤリを持ったコッタ。習性は前作のヤリワドルディに似ている。
キャノンコッタ
クレイシアによって砲台に姿を変えられたコッタ。カービィを狙って弾を撃ってくる。
ドリコッタ
地中を掘って移動するコッタ。
ナイトコッタ
騎士の格好をしたコッタ。普通のコッタとは違い、つっつきダッシュの攻撃は効かないが、スターダッシュか無敵で倒せる。
ジェネラルコッタ
体の大きいナイトコッタ。ナイトコッタ同様、スターダッシュか無敵でないと倒せない。
ヤリナイトコッタ
ヤリを持ったナイトコッタ。攻撃方法はヤリコッタと同じ。
ナイトブロンド
騎士の格好をしたブロンドバード。ナイトコッタ同様、スターダッシュか無敵でないと倒せない。
カルッパ
滝登りをしているキンギョのような敵。
ラッカス
爆弾やポイントスターを運ぶ敵。爆弾を運ぶものはカービィめがけて爆弾を落とす。1回ダメージを与えると体の色が変わる。カービィタンクで進むステージにしか登場しない。
トレッキー
アイテムのカギが敵キャラに変化したもの。これを倒さない限り、カギを入手できない。
デスドクロン
海賊船の中にいるドクロンのような敵。触ると即死なので、無敵でないと倒せない。名前にドクロンと付いているが、『あつめて!カービィ』のドクロンとは無関係。
デスドクロンキング
デスドクロンの王。カギを持っているため、倒さないとカギを入手できない。デスドクロン同様触れると即死。無敵で倒せる。『あつめて!カービィ』のドクロンとは無関係。
カニル
頭から爆弾入りの泡を出すカニ。
ミニラム
イソギンチャク。カービィめがけて魚雷を発射する。
ミング
ウェスタンハットを被ったホットヘッドのような敵。
ビリバルブ
体から電気を流すタコのような敵。
ゴンドラビリバルブ
ゴンドラに乗ったビリバルブ。ゴンドラに乗った状態で電気を流すと、ゴンドラのロープにも電気が流れる。
ファンガース
赤いカビのような敵。2回ダメージを与えると2体のミニファンガースに分裂する。
ミニファンガース
ファンガースが分裂した姿。
ボムファンガース
ダメージを与えると自爆するファンガース。自爆した時に敵やブロックが破壊されるが、カービィもダメージを受ける。
ダングルスロース
ツタにつかまったまま降りてくる敵。爆弾を投げてくる。一緒にアイテムがツタにつかまっており、倒すとツタが消え、アイテムを入手できる。
ビリグルン
壁や天井に沿って移動する、紫色のスライムのような敵。常に電気を帯びており、触れるとダメージ。
シールドン
トゲ付きの盾を装備した敵。正面を向いているときはカービィからの攻撃が効かないが、後ろを向いているときは攻撃が効く。3回ダメージを与えるとその場で崩れ落ち、しばらくすると復活するが、スターダッシュなどで攻撃すると倒せる。
トゲポー
トーテムポールのような敵。トゲを出していない方を攻撃すると、トゲを出している方も一緒に倒れる。
デカゴプレス
巨大なゴプレス。
イルタイル
カービィが目の前に来ると飲み込んでしまうが、砲台のような尻尾から出してしまう。緑、赤、青の3種類がいる。スターダッシュなどで目の前を通過すると怯む。
バストロン
画面の奥から攻撃をしてくる空中戦艦。元々はレジャー用だったらしい。
バランパ
ブルースカイパレスのウィスピーウッズが召喚する敵。

### 中ボス
メカコッタ
機械仕掛けの巨大コッタ。全身を覆う3つのパーツを破壊することで倒せる。動き回るだけで攻撃はしてこないが、破壊された部分からは電流が発生し、触れるとダメージを受ける。
エニラム
成長したミニラムがヤドカリのような生物と共生した姿。天井や壁を這い回りながら、ミニラムの部分から魚雷を吐き出して攻撃してくる。
グラバー
マルチプレイ時のみ出現。各ステージの特定の場所に出現し、カービィを捕らえようと掴みかかってくる。カービィの攻撃は一切効かず、ワドルディの攻撃のみ有効。カービィが捕まった場合、そのまま画面外へ連れ去られてしまうとミスとなるが、ワドルディの攻撃で救出できる（なお、ワドルディの場合は捕まってもすぐに解放される）。プレイヤーが4人の時は2体出現する。

### 大ボス
ウィスピーウッズ
レベル1、レベル4のボス。
シリーズでお馴染みのリンゴの樹だが、本作における個体はクレイシアに生み出された別物である。根元のツタを伸ばし、先端にトゲの生えた実を実らせてカービィの進行を妨げるほか、爆弾を落として攻撃したり、息でカービィを吹き飛ばしてくる。ツタにはポイントスターなどのアイテムが実ることもある。
レベル4では体色が変化し、スターダッシュ以外の攻撃を受け付けなくなっているほか、バランパを召喚してくる。
バウンドグーン　
レベル2、レベル5のボス。
3枚の盾と1枚の銀色の盾の合計4枚の盾に覆われた球状の土偶のような物体。4本のトゲからレーザーを発射したり、全身に電流を纏って攻撃する。全身を覆う4枚の盾を全て破壊することで倒せるが、1枚破壊するごとに巨大化するほか、銀色の盾はスターダッシュでしか破壊できない。
レベル5では体色が変化し、水中戦の影響でゴーグルやシュノーケルを身に付けた姿となっているが、攻撃手段に変化はない。
スキッドランス
レベル3、レベル6のボス。
海賊の船長のような風貌の巨大ヤリイカ。前半ではトゲを生やした触手を伸ばして攻撃してくるが、後半では攻撃判定のある墨の泡を残しながら回転体当たり攻撃をしてくる。前半では触手が弱点だが、後半では気絶した時に出現するカラストンビのような部分が弱点となる。
レベル6では体色が変化し、猛特訓の影響で全身が傷だらけで左目に眼帯をかけた姿となっている。攻撃手段に変化はないが、攻撃で足場を崩してくる。
クレイシア
レベル7のボス。
ダーククラフターに憑依されたクレイシア。トゲ付き鉄球のようなクレイボールを飛ばしたり、虹のラインが引けないダークゾーンを作り出した上で、ビームを発射するキャノンコッタや爆弾やポイントスターなどを発射するキャノンコッタを召喚して攻撃してくる。普段はバリアで守られているため、ダメージを与えるには、トゲが出ていない状態のクレイボールをタッチダッシュで跳ね返してバリアを破壊しなければならない。体力が少なくなると壁や天井から巨大な手を伸ばして押し潰す攻撃をしてくる。
ダーククラフター
クレイシアを倒すと出現する本作のラストボス。
攻撃手段は爆弾をばら撒くだけだが、ダメージを与えるたびにばら撒く数が増えて回避が困難となる。また、カービィがダメージを受けるとそれを喜ぶかのように嘲笑する。